# Championnats d'Europe de biathlon 2004
 (août 2022).
Navigation
Édition précédente Édition suivante
Les championnats d'Europe de biathlon 2004, onzième édition des championnats d'Europe de biathlon, ont lieu du 17 au 22 février 2004 à Minsk, en Biélorussie.

## Résultats et podiums

### Moins de 26 ans

#### Hommes
| Épreuve           | Or                                                                           | Argent                                                                          | Bronze                                                                         |
| ----------------- | ---------------------------------------------------------------------------- | ------------------------------------------------------------------------------- | ------------------------------------------------------------------------------ |
| 10 km sprint      | Alexandre Syman                                                              | Tomasz Sikora                                                                   | Vladimir Drachev                                                               |
| 12.5 km poursuite | Tomasz Sikora                                                                | Alexander Os                                                                    | Evgueni Trebouchenko                                                           |
| 20 km individuel  | Tomasz Sikora                                                                | Dmitriy Yaroshenko                                                              | Aleksei Tchourin                                                               |
| Relais            | Allemagne- Michael Rösch - Jörn Wollschläger - Carsten Heymann - Daniel Graf | Norvège- Anstein Mykland - Alexander Os - Dag Bjørndalen - Tor Halvor Bjørnstad | Pologne- Michał Piecha - Wiesław Ziemianin - Grzegorz Bodziana - Tomasz Sikora |

#### Femmes
| Épreuve          | Or                                                                                    | Argent                                                                            | Bronze                                                                  |
| ---------------- | ------------------------------------------------------------------------------------- | --------------------------------------------------------------------------------- | ----------------------------------------------------------------------- |
| 7.5 km Sprint    | Olena Zubrilova                                                                       | Olena Petrova                                                                     | Irina Malguina                                                          |
| 10 km Poursuite  | Olena Petrova                                                                         | Ekaterina Ivanova                                                                 | Olena Zubrilova                                                         |
| 15 km individuel | Ekaterina Dafovska                                                                    | Olena Zubrilova                                                                   | Pavlina Filipova                                                        |
| Relais           | Russie- Olga Anissimova - Svetlana Tchernooussova - Natalia Sokolova - Irina Malguina | Biélorussie- Ekaterina Ivanova - Ludmila Ananko - Olga Nazarova - Olena Zubrilova | Allemagne- Katharina Echter - Ina Menzel - Romy Beer - Sabrina Buchholz |